# علی مسیو

مجسمه علی موسیو در خانه مشروطه

علی موسیو (۱۲۴۵–۱۲۸۹ ه‍.ش) یکی از بنیانگذاران و فعالان «اجتماعیون عامیون» در انقلاب مشروطه ایران است.
علی موسیو در پیدایش و رشد سازمان‌های متعدد اجتماعیون عامیون ایران نقش مهمی را ایفا نموده است. او در سال‌های یش از انقلاب مشروطیت، با پایه‌گذاری مرکز غیبی تبریز که از مهم‌ترین سازمان‌های اجتماعیون عامیون است جزو فعالان جنبش مشروطه قرار می‌گیرد.
موزه علی مسیو تبریز در خیابان ارتش جنوبی-کوچه صدر-بن‌بست ختایی ها-پلاک ۵۰ واقع شده است. قدمت بنا مربوط به دوره قاجار می‌باشد.

## زندگی
کربلایی علی موسیو، فرزند حاج محمد باقر تبریزی می‌باشد که در محله نوبر در شهر تبریز به دنیا آمد.
دربارهٔ زندگی علی موسیو، اطلاعات کمتری نسبت به دیگر چهره‌های تاریخی وجود دارد. او تنها فرزند از پدری بازرگان بود که خود نیز به این پیشه پرداخت و در تبریز کارخانه چینی سازی دایر کرد. به زبان فرانسه تسلط داشت. مسافرتهای متعدد او به اتریش، قفقاز و استانبول، و آشنایی اش با زبان فرانسه او را با برخی تحولات جهان نوین آشنا کرده بود و با انقلابیون روس در قفقاز مراوده داشت.
در قیام تبریز و سال‌های نخست مشروطه که امنیت شهر را دسته‌های مجاهدین به عهده گرفته بودند در نزاعها و جدالها میانجی گری می‌کرد.

## نقش در انقلاب مشروطه
در کتاب نهضت مشروطیت به ارتباط مرکز غیبی و حزب همت و پیروی آنها از اعلامیه‌های لنین اشاره شده است.
علی موسیو با همکاری گروهی از یاران و همفکران خود مانند رسول صدقیانی و علی دوافروش، حوزه‌های اجتماعیون _ عامیون را سازماندهی کردند و مرامنامه سوسیال دموکراتهای کارگری روسیه را به فارسی ترجمه و در اختیار انقلابیون ایرانی قرار دادند.
احمد کسروی در این باره در اثر خود، تاریخ مشروطه ایران نوشته است: “در تبریز علی موسیو، حاج علی دوافروش و رسول صدقیانی همان مرامنامه را به فارسی ترجمه و دسته مجاهدین را پدیدآوردند… که رشته کارهای دسته را در دست خودمی داشت و آن را راه می‌برد. ” مرکز غیبی برای عضوگیری، در بدو امر افراد مستعد را به خود جلب می‌کرد و با آن‌ها تماس انفرادی بر قرار می‌ساخت و پس از آن، طی آزمایش‌های گوناگون، فرد مورد نظر را به حوزه‌ها (حوزه‌های خصوصی و عمومی) مرتبط می‌نمود. در مراکز غیبی به شدت اصول پنهان‌کاری رعایت می‌شدو مکان آنها کاملاً مخفی بود. به همین دلیل نام آن را مرکز غیبی می‌گفتند. پس از مرکز، حوزه‌ها بودند که هر یک ۷ تا ۱۱ نفر را تحت مسئولیت خو داشتند. این اعضا مدت مدیدی، جز در تاریکی (برای اینکه شناخته نشوند) با یکدیگر روبرو نمی‌شدند. اعضا هر حوزه دستور حزبی را از مسئول همان حوزه دریافت می‌کردند. خطرناک‌ترین دستورهای کمیته مرکزی بدون جزئی تخلف به اجرا درمی‌آمد.
گزمگان دولتی، فراش‌های محلات که توسط فئودال‌ها و روحانیون وابسته به آن حمایت می‌شدند، دستور اکید داشتند اعضای حزب به ویژه اعضای مرکز غیبی را دستگیر، شکنجه و اعدام کنند. در کتاب علی موسیو رهبر مرکز غیبی تبریز در این باره دو نمونه جالب ذکر شده که با هم می‌خوانیم: “... کریم نامی که عضو حزب اجتماعیون _ عامیون بود و دراجرای دستورها هیئت مرکزی بی‌باک و متهور بود، در گردش شبانه از طرف دسته‌های فراش‌های محله گرفتار شد. فراش‌ها (او را) به پاتوق فراش باشی برده و در یک زیرزمین چهار میخ کردند و روی بدن او شمع‌های زیادی نصب و روشن نمودند تا پایان سوختن شمع‌ها بازپرسی را ادامه داده و خواسته بودند که اسرار حزب را فاش کند؛ ولی وقتی موفقیت حاصل نکردند او را قطعه قطعه کرده و به زندگی این میهن‌پرست خاتمه دادند. واقعه دیگر مربوط به حسن آقا (مبارز پرشور وابسته به مرکز غیبی) است. پس از دستگیری، یک پای او را در کند و زنجیر کرده و دست‌های او را نیز بسته هر روز شلاق زده و از او پول می‌خواستند. یک روز فراش فکر تازه‌ای کرده از قوطی عقربی نزدیک پای زندانی انداخت و از زندانی پول خواست… بالاخره زندانی با پای چپ خود با یک ضرب عقرب را کشت، فراش از این عمل سخت عصبی شده و او را به شلاق زیاد زده و گفت، فلان فلان شده عقرب دولت را می‌کشی، ای بابی عقرب دولت را می‌کشی…
کریم طاهرزاده بهزاد در کتاب خود، یکی از نخستین سخنرانی‌های علی موسیو برای اعضای اجتماعیون _ عامیون را درج کرده است: “ به ما خبر دادند که، در محله ارمنستان، با رمز مخصوصی (پارول حزبی) همدیگر را ببینیم، مطابق دستور می‌بایستی از هر گروه فقط دو نفر انتخاب و حاضر بشوند، ساعت مقرر در محله ارمنستان در یک سالن بزرگی، حاضر شده مطابق معمول، در تاریکی مطلق، شخص ناشناسی برای حضار صحبت کرد و با این بیت آغاز سخن نمود:
| ندیدی که چون گربه عاجز شود |  | برآرد به چنگال چشم پلنگ |

و گفت ما از خطر نمی‌ترسیم، چون مستغرق در خطریم ما که اسلحه برداشته‌ایم، مثل مستبدین میل نداریم کسی را بدون تقصیر بکشیم، ما وظیفه سنگینی به عهده گرفته‌ایم… این وظیفه را انجام خواهیم داد. دشمنان ما خیلی قوی هستند ولی ایمان به کارهای خودشان ندارند و بر عکس ما ظاهراً «خیلی ضعیف بوده ولی از روی ایمان اقدام می‌کنیم. ای هم مسلکان عزیز، باید بدانید در چه راه پر خطری قدم گذاشته‌اید. برای هموار کردن شاهراه آزادی باید جان نثار کرد… اگر کسانی در میان شما هستند که از جان یا ثروت خود می‌ترسند، فوراً باید استعفا بدهند، زیرا کار، کار پر خطری است. ممکن است به شما مأموریت‌های پر خطری داده شود. انجام این مأموریت‌ها اجباری است. در صورت مسامحه یا ارفاق یا هر فکری که منتهی به عدم انجام وظیفه باشد، مسامحه کار محسوب و سخت مجازات خواهید شد… شماها برای خوردن و آشامیدن و عیش و نوش دعوت نشده‌اید، بلکه برای گرفتن حق حیات و آزادی خودتان در میدان جانبازی قدم گذاشته‌اید. ملت ایران چندین صد سال است که اسیر است، شماها دور هم جمع شده‌اید که زنجیر اسارت را پاره کنید… ناطق سپس از جریان انقلاب کبیر فرانسه شرحی داده و به سخنان خود خاتمه داد و حضار متفرق شدند. بعدها فهمید م سخنران علی موسیو بوده است. ”
چگونگی مرگ او روشن نیست. باری ارتش روسیه تزاری با همکاری انگلیس و نیز باتوافق دربار قاجار، به تبریز رسیده و وارد شهر شدند. با ورود سربازان تزار، عده‌ای از رهبران و فرماندهان قیام تبریز و مسئولین حوزه‌های اجتماعیون _ عامیون دستگیر گشتند. دشمن برای انتقام از انقلاب مشروطه و مردم ایران، عده‌ای را محکوم به مرگ کرد.
خانه علی موسیو غارت شد و دو فرزند ۱۸ و ۱۶ ساله او دستگیر شدند. در روز دهم دی ماه ۱۲۹۰ خورشیدی (روز عاشورای ۱۳۳۰ قمری) تبریز در سکوت پر اندوهی به سر می‌برد. ۸ تن از بازداشت شدگان که دو فرزند علی موسیو نیز در میان آن‌ها بودند در محاصره سربازان روسیه تزاری به سوی میدان اعدام برده می‌شدند. اینان عبارت بودند از: ثقةالاسلام، شیخ سلیم ضیا العلما، محمد قلی خان، صادق الملک، آقا محمد ابراهیم و حسن پسر ۱۸ ساله علی موسیو و برادر ۱۶ ساله او قدیر.
کسروی در تاریخ هجده ساله آذربایجان صحنه را چنین توصیف کرده: «هنگامه دل گداز بس سختی می‌بود… مرگ سیاه یک سو و غم و درماندگی کشور یک سو، خدا می‌داند چه دل سوخته‌ای درآن ساعت می‌داشتند. ثقةالاسلام به همگی دل می‌داد و از هراس و غم ایشان می‌کاست… چون خواستند دار زنند نخست شیخ سلیم بیچاره خواست سخنی گوید افسر دژخوی روسی سیلی و مشت به رویش زده خاموشش گردانید. دژخیمان ریسمان به گردنش انداختند و کرسی را از زیر پایش کشیدند. دوم نوبت ثقةالاسلام بود، همچنان بی پروا می‌ایستاد… بالای کرسی رفت. سوم ضیا العلما را خواندند… به روسی با افسر سخن آغاز کرده می‌گفت ما چه گناه کرده‌ایم… آیا کوشیدن در راه کشور خود گناه است؟ دژخیمان دست او را از پشت بستند و با زور بالای کرسیش بردند. چهارم صادق الملک را خواندند. پنجم آقا محمدابراهیم را پیش آوردند، او با پای خود بالای کرسی رفت و ریسمان را به گردن انداخت. ششم قلی خان که پیرمردی بود را پیش خواندند. هفتم نوبت حسن بود (پسر ۱۸ ساله موسیو) جوان دلیر بالای کرسی با آواز بلند داد زد: “زنده باد ایران»، «زنده باد مشروطه» و پس از او نوبت قدیر پسر شانزده ساله رسید و او را نیز (با توجه به کینه‌ای که به علی موسیو داشتند) بالای کرسی برده ریسمان به گردنش انداختند. روسیان برای آنکه دژخویی خود را نیک نشان دهند، باری آن نکردند چشم‌های اینان را بندند یا چون یکی را می‌آویزند و بالای دار دست و پا می‌زند دیگران را دور نگه دارند. برادر را روبروی چشم برادر به دار کشیدند. چنان‌که از پیکره‌ها پیداست دژخیمان از ناآزمودگی ریسمان‌ها را چنان نینداختند که زود آسوده گرداند. بیشترشان تا دقیقه‌ها گرفتار شکنجه جان کندن بوده‌اند. ”